# Colégio Internato dos Carvalhos
O Colégio Internato dos Carvalhos MHIP é uma escola secundária fundada em 1889 e localizada exactamente no Lugar de Moeiro, na povoação de Carvalhos, na atual freguesia de Pedroso e Seixezelo, no Município de Vila Nova de Gaia.

## Historial
Fundado no ano 1889, o Colégio Internato dos Carvalhos funcionava como complemento do Seminário Diocesano de Nossa Senhora do Rosário dos Carvalhos.
No ano lectivo de 1907/1908, o seu director, Pe. António Luís Moreira, decidiu criar o Curso Liceal, o que abriu o Colégio a todos os alunos que o quisessem frequentar, sem a obrigatoriedade de frequentarem o Seminário.
Em 1910, com a implantação da República Portuguesa e o consequente encerramento do Seminário Diocesano, o Colégio Internato dos Carvalhos (CIC), passa a viver exclusivamente da população escolar que frequentava os cursos liceais. Esta é, propriamente falando, a data histórica do Colégio Internato dos Carvalhos como instituto docente independente.
Foi fundador e director durante 51 anos o Pe. António Luís Moreira, natural de Santa Clara do Torrão. Nascera pelas quatro horas da tarde do dia 17 de Maio de 1866, filho do Juiz de Paz, Miguel Luís Moreira natural da Quinta de Crava, São Martinho de Sardoura, Castelo de Paiva e de D. Francisca Angélica de Araújo natural de Santa Clara do Torrão, Marco de Canaveses. Já idoso, convidou os seus sobrinhos para a direcção do Colégio.
A 3 de Agosto de 1950 o Pe. António Luís Moreira informou a assembleia geral da sociedade titular do CIC da sua disposição de ceder a sua quota à Província Portuguesa da Congregação dos Missionários do Coração de Maria (PPCMCM) e, a 4 de Agosto do mesmo ano, consentiu na cessão da sua cota.
Em resultado daquela cedência, a 23 de Agosto de 1950, na secretaria notarial de Vila Nova de Gaia compareceram os sócios para procederem à dissolução da sociedade. O Colégio Internato dos Carvalhos entrava, então, numa nova fase.
O estado do edifício era bastante precário, mas o entusiasmo dos seus primeiros directores levou à realização de profundas modificações e restaurações. A consequência imediata foi a recuperação do estatuto de um dos melhores estabelecimentos de ensino particular do país e, consequentemente, o crescimento da frequência.
O primeiro director claretiano foi o Pe. João Roberto Marques, que dirigiu o Colégio entre 1950 e 1956. A população colegial era muito reduzida, pelo que lhe foi confiada a missão de reabilitar o Colégio. Foi o responsável pela compra dos terrenos anexos ao Colégio, que permitiriam, mais tarde, a sua expansão.
Seguiu-se o Pe. José Rodrigues Parola, entre 1956 e 1959,  período em que se deram as alterações mais significativas na estrutura do Colégio, dando-se uma completa remodelação do edifício, do qual restaram apenas as paredes exteriores. Foram criadas novas camaratas, remodelados os salões de estudo, aulas e laboratórios.
Entre 1959 e 1962, coube ao Pe. Alfredo Esteves, então director, consolidar a posição do Colégio dos Carvalhos entre os melhores estabelecimentos de ensino privado de Portugal. Fruindo das remodelações, o 3.º director claretiano viu multiplicada por cinco a frequência de 1950. O aumento da frequência leva à necessidade de ampliar o espaço, pelo que é encomendado ao arquitecto Fontes Lopes o projecto para um novo pavilhão (o actual edifício do Bloco 1, onde funciona o ensino básico).
A 27 de Maio de 1962 deu-se início à renovação do Colégio, tendo em Julho do mesmo ano regressado à direcção o Pe. José Rodrigues Parola, que de novo se envolve energicamente na reabilitação dos espaços do Colégio. As obras concluem-se em 1965, e o número de alunos aumenta consideravelmente, passando de 193 para 233 nos internos e de 150 para 192 nos externos.
Nos anos de 1968 a 1971 foi director o Pe. Maximino Fidalgo. Foi a pedido da sua direcção que, por despacho ministerial de 7 de Maio de 1970, foi cancelada a este estabelecimento de ensino a autorização concedida para ministrar o ensino primário, fixando-se a lotação em 650 alunos do sexo masculino, dos quais 280 podiam ser internos.
Foi nomeado para 6.º director claretiano o Pe. Eduardo Joaquim Videira, tendo administrado a instituição no triénio de 1971 a 1974. A população escolar cresceu acima do que era permitido pelo alvará concedido, pelo que o Colégio fica superlotado. Porém, apesar deste crescimento, assiste-se a alguma estagnação no desenvolvimento da instituição.
Para colmatar a lacuna de ideias da anterior direcção, é nomeado um novo director, o Pe. João de Freitas Ferreira, que esteve à frente dos destinos do Colégio dos Carvalhos entre 1974 e 2001. A sua intervenção começou por uma forte aposta no desporto. Para tal, lançou a construção do pavilhão gimnodesportivo (o actual bloco 2). A comemoração dos 75 anos do Colégio, em 1984, serviu para o lançamento dos Cursos Técnico-Profissionais e, volvidos três anos, deu-se o início dos cursos de apoio à juventude e ao primeiro emprego. Nesse mesmo ano de 1987 deu-se a implementação da informatização do ensino. Em 1988 foi inaugurado o Bloco 4, com cantina para os alunos do ensino complementar.
A 26 de Outubro de 1984 foi feita Membro-Honorário da Ordem da Instrução Pública.
De 2001 a Dezembro de 2007 foi director o Padre Manuel António Rocha, apoiado por uma equipa de directores que tudo fizeram para levar longe o nome do Colégio. Destaca-se como principal momento do seu mandato à frente dos destinos da instituição a criação dos cursos científico-tecnológicos para o ensino secundário a saber:
- Área de Ciências e Saúde
  - Animação Sócio-Desportiva (Desporto; Saúde);
  - Biotecnologia (Medicina; Bioengenharia);
  - Química, Ambiente e Qualidade (Ciências e afins; Ambiente).
- Área de Ciências e Tecnologias
  - Electrotecnia e Automação (Engenharia na área da electrotecnia e mecânica, por exemplo);
  - Electrónica e Telecomunicações (Engenharias na área electrónica e afins.);
  - Informática ( Informática).
- Área de Ciências Económicas
  - Contabilidade e Gestão (Contabilidade; Economia);
  - Informática de Gestão (Gestão);
  - Marketing e Estratégia Empresarial (Marketing; Administração).
- Área de Ciências Sociais e Humanas
  - Assessoria Jurídica e Documentação (Direito; Solicitadora; Ciências da Informação; Bibliotecas; Sociologia);
  - Línguas e Relações Empresariais (Ciências da Comunicação; Filosofia; Psicologia; Línguas, Literaturas e Culturas; Tradução; Relações Internacionais);
  - Património e Turismo (Turismo; Hotelaria; Geografia; Relações Públicas; Museus/Galerias de Arte; Organização de Eventos; Educação Básica).
- Área de Artes Gráficas
  - Artes e Indústrias Gráficas (Arquitectura; Design e afins; Artes e afins; Conservação e Restauro).

Estes cursos permitem o atraso da escolha da via a seguir em um ano. Assim, só no 11.º ano, o aluno decide se pretende optar pela via Científica (antiga via de Ensino),que se caracteriza por um maior aprofundamento dos conhecimentos teóricos, ou pela via científico-tecnológica, direccionada para os alunos que pretendem ingressar de imediato no mercado de trabalho e com maior aprofundamento dos conhecimentos técnicos.
Ambas as vias permitem o ingresso ao Ensino Superior desde que se realizem os exames nacionais necessários como prova de ingresso para o respectivo curso. Apesar disso, a grande maioria dos alunos opta pela via científico-tecnológica, sendo que apenas cerca de 20% escolhe a via científica. 
O Colégio Internato dos Carvalhos recebeu a visita do Presidente da República no ano lectivo 2006/2007. Celebra em 2008 o seu centenário.
A partir de Janeiro de 2008 passa a dirigir os destinos do colégio o Pe. Joaquim Cavadas, já bem conhecido da instituição, dado que já desde há alguns anos ocupava o cargo de administrador do CIC.
Em setembro de 2014 assume o cargo de Diretor Pedagógico o Dr. José Pedrosa, tendo como Administrador o Pe. Joaquim Cavadas, como Diretor Administrativo o Sr. Fernando Gomes e como Representante da Entidade Titular o Pe. Carlos Candeias.
Em setembro de 2016 o Pe. José Maia assume as funções de Representante da Entidade Titular e Presidente da Direção, continuando o Dr. José Pedrosa como Diretor Pedagógico. Neste ano o Colégio alarga a oferta de ensino secundário aos cursos científico-humanísticos, em regime privado.
Em setembro de 2018 o Colégio Internato dos Carvalhos passa a funcionar, apenas, em regime de cursos científico-tecnológicos com planos próprios de nível secundário, financiados pelo Estado, tendo o ensino privado, do 5º ao 12º ano, passado a ser ministrado num novo estabelecimento de ensino denominado Colégio Internato Claret.
A partir deste mês de setembro de 2018 o Colégio Internato dos Carvalhos (CIC), ao completar 111 anos de existência, passa a ter como Presidente do Conselho Diretivo e Representante da Entidade Titular o Pe. José Maia, como Diretor Pedagógico o Dr. José Pedrosa e como Administrador o Dr. Paulo Pinho.